# 日本海オロロンライン

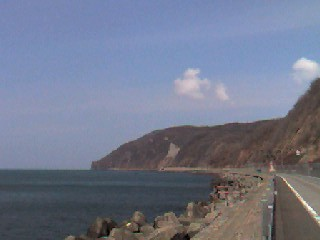
国道231号幌〜床丹間。国道は山肌と海の間に設けられている

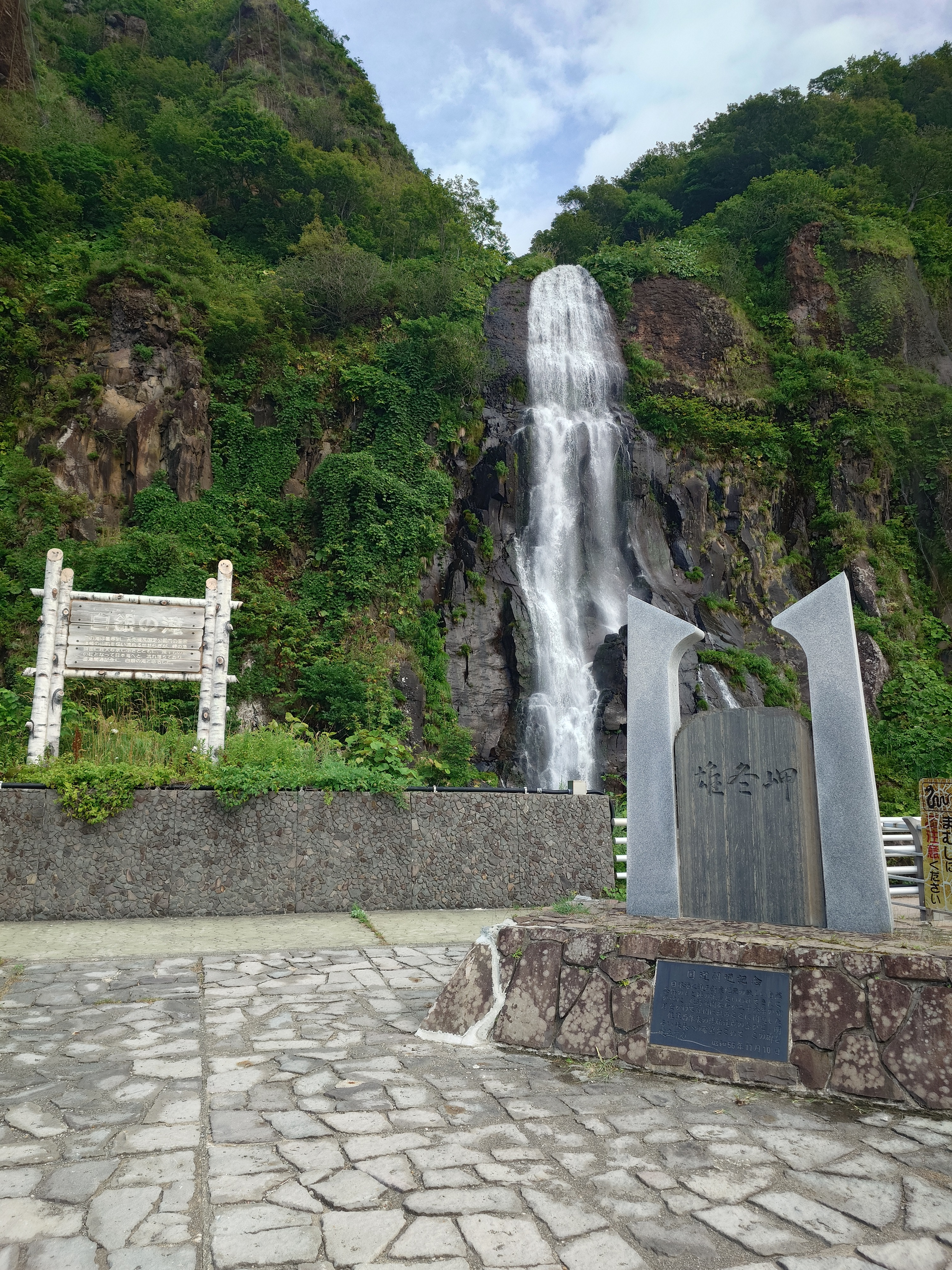
雄冬岬にある白銀の滝と国道231号の当初全線開通の記念碑（2025年7月20日撮影）

日本海オロロンライン（にほんかいオロロンライン）は、北海道の小樽市（おたる）から稚内市（わっかない）までの、日本海沿岸中北部の隣接した15市町村（当時）と、利尻島（りしりとう）内2町および礼文島（れぶんとう）内1町を併せた18市町村（当時）の地域一帯を指していた。
しかし、交通の難所が特に多い国道231号の防災改良が進み交通状況が改良されるにつれて、小樽市から日本海沿岸を稚内市まで結ぶ複数の道路（総延長327キロメートル）の呼称として使われるようになった。
なお、「日本海」の文字を省略して、単に「オロロンライン」と呼称または表記されることがある。

## 呼称の由来
「オロロン」は、北海道の日本海側北西部に位置する「天売島」（てうりとう／苫前郡羽幌町）に生息する海鳥である、ウミガラスの別名「オロロン鳥」（オロロンちょう）の鳴き声からきている。
その他、広域観光推進を目的として組織された「日本海オロロンライン観光開発推進協議会」〔1989年（平成元年）に組織され2006年（平成18年）度末で解散）からきており、小樽市・石狩市・厚田村（現：石狩市厚田区）・浜益村（現：石狩市浜益区）・増毛町・留萌市・小平町・苫前町・羽幌町・初山別村・遠別町・天塩町・幌延町・豊富町・稚内市・利尻富士町・利尻町および礼文町）で構成されていた
。
同協議会解散の後、利尻および礼文の3町を除く15市町村（当時）を通過する道路である国道の5号・337号・231号・232号および北海道道の106号（稚内天塩線）の総称として、「日本海オロロンライン」と呼ばれるようになり、カーナビゲーションなどの路線表記に用いられている。

## 構成する道路などの情報
〔北上方向に沿って、該当路線名および同区間・通過する自治体の名称（旧名称）および道路概況など〕
1　国道5号
- 小樽市稲穂5丁目交差点から（東方向へ）同市星野町の国道337号交点まで

　 （小樽市）
2　国道337号
- 小樽市星野町の国道5号交点から（北東方向へ）石狩市新港南〔花畔（ばんなぐろ）IC〕の国道231号交点まで

　 （小樽市および石狩市）
- - 1975年（昭和50年）4月に指定された一般国道で、札幌の市街地は通過せずに千歳市中心部から石狩平野の東側の農村部を通り、江別市、石狩市などを経由して小樽市までを結ぶ。

3　国道231号
- 石狩市新港南（花畔IC）の国道337号交点から（北方向へ）留萌市本町2丁目交差点を直進して（東方向へ）
同市船場町の国道232号交点まで

　 〔石狩市・同市厚田区（旧：厚田村）・同市浜益区（旧：浜益村）・増毛郡増毛町（ましけ）および留萌市〕
- - 石狩地方管内と留萌地方管内の境界付近一帯は、暑寒別連山が日本海に落ち込み覆いかぶさる断崖地形で陸路での行く手は阻まれており、特に石狩市厚田区安瀬（やそすけ）と同市浜益区毘砂別（びしゃべつ）の区間、雄冬岬付近の南北一帯（同市同区雄冬）および増毛町雄冬と同町大別苅（おおべつかり）の区間の海岸線は地図上での道路表記となっていて、道内でも屈指の難所と言われており久しく「幻の国道」と呼ばれていた。そのため途中の集落は道路が結ばれておらず「陸の孤島」とも呼ばれており、増毛町と旧：浜益村にまたがる雄冬（おふゆ）などは、近隣からの定期船や山道などにより交通や物流が確保されていた[10]。
  - 1981年（昭和56年）11月に旧：雄冬岬トンネルの開通により一旦は全線が開通したものの、同年12月に同トンネルの崩落事故が発生。1983年（昭和58年）12月に復旧[11][12]したが、供用中の山道区間（当時）が冬季閉鎖期間に入っていたため、1984年（昭和59年）5月に改めて全線開通に至った。しかし、道路防災上は落石・崩落・雪崩などによる複数の通行規制区間を抱えていたことから、路線やトンネルの切替えなどの対策が重ねられており、現在は多くの覆道および20か所のトンネル[13]、法面などに対する道路防災改良が国土交通省北海道開発局により随時実施されている[14]。

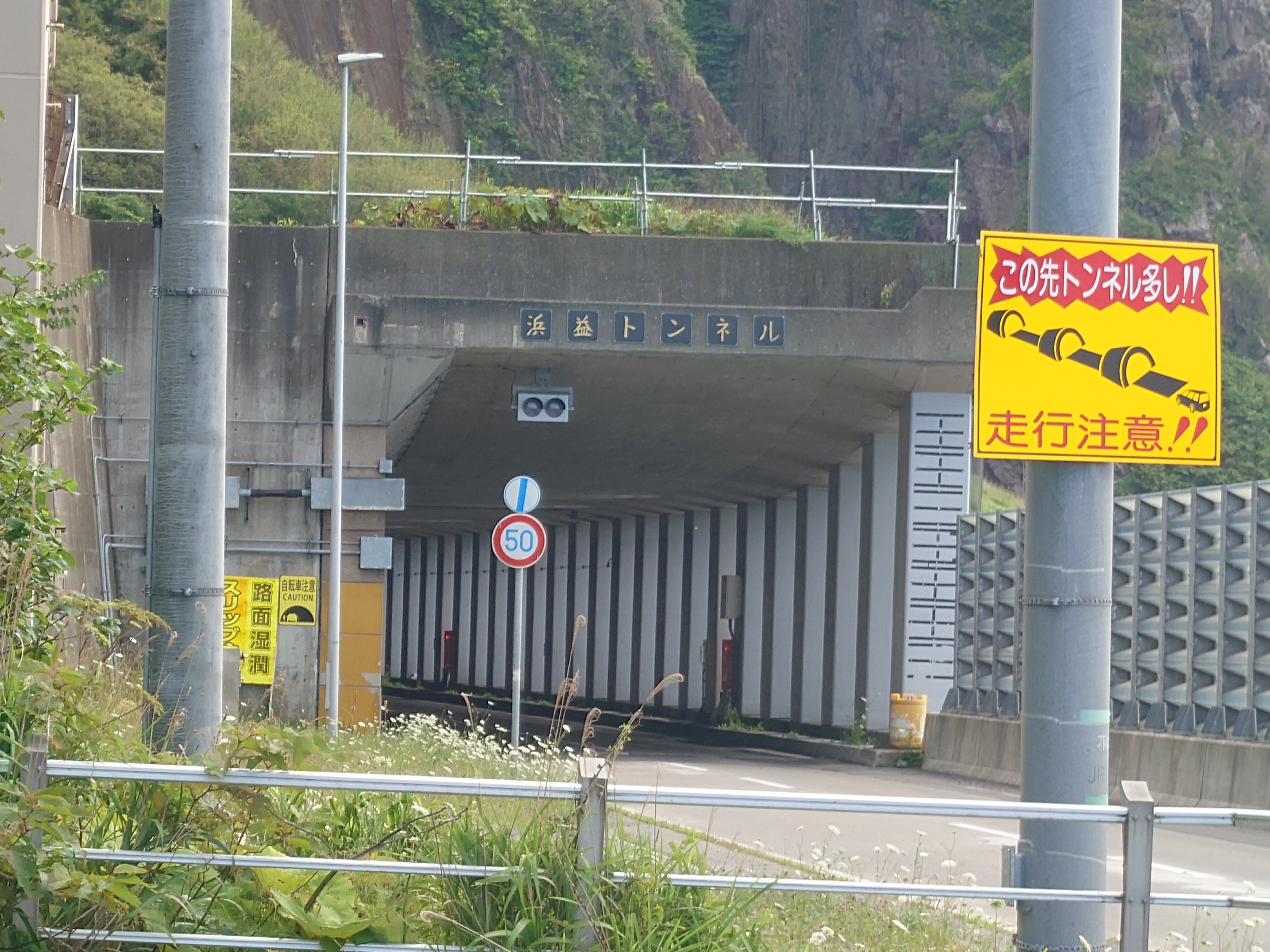
浜益トンネル（留萌側／2025年7月20日撮影）

  - トンネルの半数は、延長が500メートル以上あり最長は4,748メートルの浜益トンネル[15]である浜益トンネル（留萌側／2025年7月20日撮影）。トンネル内外の気温差により内部路面が湿潤していることがあり、坑口には運転の注意喚起看板が設置されている。また、幅員が狭いトンネルもあり通行自転車に対する車両への注意喚起看板も設置されている。当該以外はおおむね日本海を眺望できるルートである。

4　国道232号
- 留萌市船場町の国道231号交点から（北方向へ）天塩町字川口の北海道道106号（稚内天塩線）と同551号（円山天塩停車場線）の交点まで

　 〔留萌市・留萌郡小平町（おびら）・苫前郡苫前町・羽幌町（はぼろ）

　　・初山別村（しょさんべつ）・天塩郡遠別町（えんべつ）および

　　天塩町（てしお）］
- - 沿線には並行して国鉄羽幌線が運行（一部区間を除く）されていたが、分割民営化直前の1987年（昭和63年）3月に廃線となった。現在でも同線のトンネル坑口や橋りょうなどの遺構が数多く見られる。また、沿線市町村には道の駅や温泉などの施設があるとともに、天売島や焼尻島（やぎしりとう）を望める羽幌町を更に北上すると、利尻富士（利尻島）を望む日本海を眺望できる。
  - トンネルは、延長728メートルの小平トンネルのみがある[16]。
  - 呼称の由来の一端であるオロロン鳥の巨大モニュメント（設置：羽幌町）が、同町字栄町（市街地の南部）と同町字汐見（北部地区）の山側に1基ずつ設置されている。外見は白黒でペンギンに似た姿をしており、飛ぶことよりも泳ぐことのほうが得意な鳥である。なお、当初は羽幌港と天売港の岸壁にも1基ずつ設置されていたが、現在は撤去されている。
  - 沿線には、季節、場所や時間帯などにより、エゾシカの群れが斜面、路肩や路上に出没する[17]ことから、注意喚起がされている。

5　北海道道106号（稚内天塩線）
- 天塩町字川口の国道232号交点から（西のち北方向へ）稚内市坂の下交差点を直進して（東のち北方向へ）
稚内市中央2丁目の国道40号交点まで

　 〔天塩郡天塩町・幌延町（ほろのべ）・豊富町（とよとみ）および稚内市〕
なお、稚内市坂の下からノシャップ岬を経由して、市内中心部の同市中央2丁目に至る道路も存在するが、これは北海道道254号（抜海港線）の一部で「宗谷サンセットロード」と呼称されており、日本海オロロンラインの構成には含まれていない。
- - 幌延町字浜里の当該沿線には、オトンルイ風力発電所〔2003年（平成15年）9月運転開始／幌延風力発電株式会社設置〕[18]の大型風車28基[19]が3km以上[20]の区間に渡って建っている。2025年（令和7年）3月で稼働停止と公表されていたが、2027年（令和9年）3月まで運転継続と変更されている[21]
    - 新たな設置場所は現在地より内陸になる。総出力は変わらずに風車を大型化、その高さは現在の約100メートルから約150メートルになり、風車の数は5基に減る[22]。

  - 同町の同地区には、延長140メートルの浜里パーキングシェルター[23]が設置されている。
    - これは、特に冬の激しい地吹雪（視程障害）や吹き溜まりから緊急避難するための施設で、その中に駐車スペースや水洗トイレなどがある。山間部よりも海岸沿いの平野部で風が強い場所に設置されているのが特徴。全体が屋根に覆われているがそれがゆえに、内外の気温差により内部路面が湿潤または凍結することがあり、季節によっては走行に注意を要する。　

  - 幌延から豊富まで南北にサロベツ原野の中を長い直線区間が多いこの道路は、風車群以外は人家や電柱などの人工物がほとんど存在しない。天候や条件に恵まれれば、日本海の対岸に利尻富士を望むことができる絶景のルートである。風車群が建設される前にはこのロケーションを生かして、国内自動車メーカー車種や自動車用品メーカーのＣＭ撮影が行われたことがある。
  - 当該沿線および稚内市では市街中心部でも、季節、場所や時間帯などにより、エゾシカの群れが空き地、路肩や路上に出没することから、注意喚起がされている。

### 始点終点の考え方について
書籍（ドライブガイド）の一部（LEVOLANT特別編集　GAKKENMOOK絶景ドライブ100選［新装版］2015年9月30日10頁「起点は一般的に石狩川の河口周辺」（株）学研パブリック発行）および（LEVOLANT特別編集　GAKKEN
MOOK絶景ドライブ100選［改訂版］2018年9月14日第1版発行19頁「石狩川の河口を起点に」株式会社学研プラス発行）に、「日本海オロロンラインの起点は石狩川の河口と記載されている」が、これについては、石狩川の河口幅が広大で古くは江戸時代あたりから昭和53年まで渡船が運行されていたので、この解釈に至った可能性があるのと、広域観光推進を目的に小樽市から稚内市までの市町村で団体を組織して活動していたことから、石狩川河口周辺を起点とする記載は誤りと考えられる。

## 北海道内の他の沿岸道路の呼称との関連について
小樽市から日本海沿岸中南部を函館市まで結んでいる複数の道路には、「日本海追分ソーランライン」の呼称が使われているが、これも元々は広域観光推進のために組織された「日本海追分ソーランライン推進協議会」が存在していた。
オロロンラインと追分ソーランラインは、小樽市が分岐点とされていて、グーグルマップには小樽市内の国道5号稲穂5丁目交差点から札幌市方向がオロロンラインで、余市町方向が追分ソーランラインと表記されている。
稚内市からオホーツク海沿岸を斜里町まで結んでいる複数の道路には、「オホーツクライン」の呼称が使われているが、これも元々は広域観光推進のために組織された「オホーツクライン観光開発推進協議会」が存在していた。
つまり北海道沿岸において、「○○○ライン」というのは、広域観光推進のための団体に使われていた用語が、現在では関係道路の呼称としてその意味が変化してきていると思われる。
「萌える天北オロロンルート」は、国土交通省北海道開発局内に事務局を置くシーニックバイウエイ北海道推進協議会が、増毛町から幌延町までの9市町村内（旧：留萌支庁管内）の道路など（沿岸や内陸に向かう国道・道道・フェリー航路）をすべて含んでいることから、日本海オロロンラインとはその概念がまったく違っている。

「日本海オロロンライン」の表記を用いる際、それが関係行政機関であってもその範囲の意味合いは必ずしも正確ではなく、いわゆるあいまいな方法や表記の揺らぎなどといった誤解を起こしやすい使い方が見られている。

1987年（昭和62年）から2006年（平成18年）までの毎年8月に、増毛町から幌延町までの港や国道などを主な会場として、「日本海オロロンライントライアスロン国際大会」が開催されていたが、そのエリアは北海道の旧：留萌支庁管内（9市町村）のみであった。

## 観光

### 国立公園・国定公園および道立自然公園と指定区域
- 利尻礼文サロベツ国立公園（利尻富士町・利尻町・礼文町・稚内市・豊富町・幌延町）
- 暑寒別天売焼尻国定公園（増毛町および羽幌町、石狩市・新十津川町・雨竜町・北竜町）
- 朱鞠内道立自然公園（幌加内町を中心に士別市・羽幌町および遠別町）

### 道の駅
- 石狩「あいろーど厚田」（石狩市厚田区）
- るもい（留萌市）
- おびら鰊番屋（小平町）
- 風Ｗとままえ／ふわっととままえ（苫前町）
- ほっと♡はぼろ（羽幌町）
- ☆ロマン街道しょさんべつ（初山別村）
- えんべつ富士見（遠別町）
- てしお（天塩町）
- わっかない（稚内市）

### 主な公的温泉および公的宿泊施設
- 岩尾温泉「あったま～る」および「夕陽荘／せきようそう」[32][33]（増毛町）
- オーベルジュ・ましけ[34]（〃）
- 小平町総合交流ターミナル施設[35]「ゆったりかん」
- 苫前町新日本海地域交流センター[36]「とままえ温泉ふわっと」
- 羽幌町いきいき交流センター[37]「はぼろ温泉サンセットプラザはぼろ」
- 初山別村コミュニティセンター・初山別村Cosmic―Inn[38]「しょさんべつ温泉ホテル岬の湯」
- 旭温泉[39]（遠別町）
- 天塩町民保養センター「てしお温泉夕映」（ゆうばえ）[40]および
天塩町多目的交流施設「てしお温泉夕映新館」[41]

### 主な海水浴場・キャンプ場および名所など
- 石狩浜海水浴場／あそびーち石狩（石狩市）
- 川下（かわしも）海浜公園海水浴場／はまますピリカ・ビーチ[42]（同市浜益区）
- 川下海浜公園およびキャンプ場（〃）
- 白銀の滝（〃）
- 雄冬岬（〃）
- 増毛町雄冬野営場
- 増毛町雄冬岬展望台[43]
- 増毛町暑寒海浜キャンプ場[44]
- 歴史的建物群・酒蔵（増毛町） - 日本最北
- 旧増毛駅およびその周辺[45]（〃） - 高倉健主演の映画「駅STATION」の舞台
- 旧増毛小学校校舎[46]（〃） - 道内最大最古の大型木造校舎
- フルーツの里（約20か所の果樹園や直売所）[47]（〃） - 日本最北
- 留萌市営礼受（れうけ）牧場[48]および大型風車（留萌市）
- ゴールデンビーチるもい[49]（〃）
- 黄金岬および黄金岬海浜公園[50]（〃） - 夕日の名所
- おびら望洋台キャンプ場[51]（小平町）
- 国指定重要文化財 旧花田家番屋[52]（〃）
- おにしかツインビーチ・オートキャンプ場[53]（〃）
- 上平（うえひら）グリーンヒルウインドパーク（苫前町）
  - ユーラス苫前ウィンドファーム5基〔2022年（令和4年）3月設備更新・営業運転開始〕（上平地区）[54]
    - 1999年（平成11年）11月の商業運転開始当初は風車発電機は20基設置されていた[55]。

  - 新苫前ウィンビラ発電所8基〔2023年（令和5年）10月設備更新・営業運転開始〕（〃）[56]
    - 2000年（平成12年）12月の営業運転開始当初は風車発電機は19基設置されていた[57]。

  - アイドルグループ「欅坂46」（けやきざか46）の2枚目シングル曲「世界には愛しかない」〔2016年（平成28年）8月発売〕のＭＶロケ地[58]であるが、風車発電機は更新されておりMV撮影当時よりも減っている。
- 苫前町シーフロントパーク夕陽ヶ丘公園「オートキャンプ場およびキャンプ場」[59]
／とままえ夕陽ヶ丘オートキャンプ場
- 苫前町シーフロントパーク海浜公園[60]「夕陽ヶ丘ホワイトビーチ」
- はぼろバラ園[61]（羽幌町）
- 北海道海鳥（うみどり）センター（〃）
  - 環境省と羽幌町が共同運営する日本唯一の海鳥専門施設で、ジオラマや模型などが展示されている海洋環境の保全をテーマに普及・啓発（環境教育）事業を行っている[62]。
- はぼろサンセットビーチ（〃）
- 天売島および焼尻島（〃）
  - 羽幌港と天売港および焼尻港を結ぶ羽幌沿海フェリー株式会社の船舶を利用する。
- みさき台公園[63]（初山別村）
  - キャンプ場およびオートキャンプ場
  - 日本海オロロンラインしょさんべつ天文台[64] - 日本最北
  - 金毘羅神社／金毘羅岬 - 海の中に建つ赤い鳥居[65]
- 遠別町富士見が丘公園キャンプ場[66]
- 遠別川河川公園キャンプ場[67]
- 遠別町富士見海水浴場／みなくるびーち[68][69]
- 天塩町鏡沼海浜公園キャンプ場[70]
- 天塩川河口／天塩川河川公園（天塩町）
- N45（北緯45度）通過点記念モニュメント（幌延町）
- オトンルイ風力発電所（〃）
- サロベツ原野／サロベツ原生花園・パンケ沼・ペンケ沼（幌延町および豊富町）
- 稚内市浜勇知展望休憩施設[71]「こうほねの家」[72]
  - 利尻礼文サロベツ国立公園内にある休憩施設で、屋上からは利尻富士や美しい夕日が見られる絶好ビューポイント。初夏から夏にかけては「コウホネ」と呼ばれるスイレンに似た花が咲くほか、沼周辺にもハマナスやエゾカンゾウをはじめとする原生花が咲き誇る。休憩施設の横には、テレビドラマのロケのためにこの地を訪れた俳優・森繁久弥の歌碑が建っている。
- 稚内市坂の下 夕日が丘駐車場（夕日が丘パーキング[73]）
  - 高台に設置されていることから、天気のよい日には利尻島や礼文島を望むことができるとともに、日本海に沈む夕日を眺めることができる。